# Snapfish
Snapfish LLC è uno dei maggiori rivenditori online di servizi di sviluppo foto e stampa di prodotti fotografici a livello mondiale. Fondata nel 1999, l'azienda ha sede a San Francisco, California. Snapfish è oggi un marchio registrato di proprietà di PlanetArt e opera nei seguenti paesi: Germania, Australia, Stati Uniti, Francia, Irlanda, Italia, Nuova Zelanda, Regno Unito.

## Storia
Il servizio per la condivisione foto Snapfish è stato lanciato nell'aprile del 1999 da quattro uomini d'affari: Rajil Kapoor, Suneet Wadhwa, Shripati Acharya e Bala Parthasarathy. Il 30 ottobre 2001, il marchio Snapfish è stato acquistato da District Photo, per un importo non rivelato.
Nel 2005, Snapfish è stata acquisita da Hewlett-Packard per 300 milioni di dollari, nonostante all'epoca, il fatturato del servizio non superasse i 100 milioni. Nel 2018, è stata resa pubblica la notizia che Snapfish avrebbe acquisito CafePress, operazione che verrà portata a termine il 9 novembre del 2018.
Il 10 giugno 2019, Apollo Global Management ha annunciato che avrebbe acquisito sia Snapfish che il suo rivale Shutterfly in accordi separati del valore di circa $ 3 miliardi in totale. Le due società verranno fuse in un'unica entità, con la società madre di Snapfish, District Photo, come azionista di minoranza.  La fusione di Shutterfly e Snapfish è stata completata l'8 gennaio 2020.
Oggi, l'azienda è di proprietà di PlanetArt, la quale nel 2020 aveva già acquisito CafePress da Snapfish/Shutterfly.

## Caratteristiche del Servizio
Snapfish mette a disposizione dei suoi clienti una piattaforma online integrata e versatile con servizi diversificati come l'archiviazione illimitata delle immagini digitali, funzioni di condivisione foto (Photosharing), un software online e una applicazione mobile per lo sviluppo, stampa e creazione in maniera intuitiva di prodotti fotografici personalizzati.

### Archiviazione dati
Registrando gratuitamente un account Snapfish, gli utenti usufruiscono di una capacità di archiviazione dati illimitata. Collegando l'account Snapfish con Facebook, Instagram, Google Foto o i propri dispositivi fisici (smartphone e computer) potranno caricare le proprie fotografie digitali su un album online, catalogarle, cambiarne la disposizione o modificarle.

### Condivisione di immagini
All’interno della piattaforma, i proprietari di un account Snapfish possono condividere con email e link di download i loro album, le singole immagini o progetti di fotolibri creati. Tuttavia, il servizio di condivisione foto (Photosharing) tra utenti è consentito solo per i proprietari di un account registrato.

### Software e app mobile di personalizzazione oggetti
I clienti Snapfish possono personalizzare le proprie creazioni con foto, cambiarne la disposizione, modificarle o aggiungervi elementi decorativi e didascalie con il software di creazione online e le app per telefono cellulare. Il merchandising fotografico di Snapfish include una varietà di formati di stampa, oggetti con foto come tazze personalizzate, stampe su tela su pannelli in vetro acrilico, legno e metallo.